# Grandmaster Flash
Grandmaster Flash, vlastním jménem Joseph Saddler, (* 1. ledna 1958) je americký hiphopový diskžokej. Narodil se na Barbadosu, ale vyrůstal v newyorském Bronxu. V sedmdesátých letech hrál na různých večírcích a spolupracoval například s Kurtisem Blowem či Lovebugem Starskim. V roce 1976 založil hiphopovou kapelu Grandmaster Flash and the Furious Five, která o šest let později vydala svou první desku The Message. Ta obsahovala mimo jiné stejnojmenmný hit. Zanedlouho se kapela rozpadla a Grandmaster Flash vystupoval výhradně pod tímto jménem. V roce 1985 vydal album They Said It Couldn't Be Done a později několik dalších. V roce 2007 byl uveden do Rokenrolové síně slávy.